# Santiago Arrieta
Santiago Donadío (5 de agosto de 1897, Uruguay-20 de diciembre de 1975, Buenos Aires, Argentina, más conocido como Santiago Arrieta, fue un actor uruguayo residente en Argentina. Estuvo casado con la actriz Isabel Figlioli.

## Carrera
Descendiente de una familia de artistas, inició su carrera  en la década del 10" en el circo en Uruguay. 
En los años 20" actuó en Buenos Aires en los teatros El Nacional y Cervantes y en la radio. En 1935 inició su carrera cinematográfica en El alma del bandoneón, de Mario Soffici, con Libertad Lamarque, con quien filmó dos películas. 
Participó en 26 películas y fue considerado uno de los primeros galanes del cine sonoro argentino. Protagonizó Los muchachos de antes no usaban gomina y La fuga. También se destacó en Historia de una noche y Ceniza al viento, Luisito, entre otras. A partir de Historia del 900, inició una etapa como actor de carácter. Recibió un premio como Mejor Actor de Reparto por su labor en He nacido en Buenos Aires. 
En 1962 realizó su última aparición cinematográfica en Último piso, de Daniel Cherniavsky. En esa década integró junto con Eva Franco, Luis Arata y Amelia Bence el grupo protágonista de la obra Así es la vida.
Falleció en 1975 a los 78 años en Buenos Aires. Estuvo casado con la actriz Isabel Figlioli con quien tuvo a su única hija, Nilda Arrieta, también actriz.

## Filmografía
- El último piso (1962)
- He nacido en Buenos Aires (1959)
- Angustias de un secreto (1959)
- Stella Maris (1953)
- Paraíso robado (1951)
- La vida color de rosa (1951)
- Su última pelea (1949)
- Historia del 900 (1948)
- Pelota de trapo (1948)
- Punto negro (1943)
- Luisito (1943)
- Su hermana menor (1943)
- Ceniza al viento (1942)
- ¡Gaucho! (1942)
- Joven, viuda y estanciera (1941)
- Historia de una noche (1941)
- La carga de los valientes (1940)
- Nativa (1939)
- ...Y los sueños pasan (1939)
- Hermanos (1939)
- La ley que olvidaron (1937)
- La fuga (1937)
- Una porteña optimista (1937)
- Los muchachos de antes no usaban gomina (1936)
- La muchachada de a bordo (1936)
- El alma del bandoneón (1935)